# Hồ Kính Bạc
Hồ Kính Bạc là một hồ nước nằm ở thượng nguồn sông Mẫu Đơn, trong dãy núi Hoàn Đạt thuộc Ninh An, Hắc Long Giang, Trung Quốc. Trước đây, hồ từng có nhiều tên khác nhau như hồ My Đà (湄沱湖), hồ Hốt Hãn (忽汗海) hoặc hồ Tất Nhĩ Đằng (畢爾騰湖).
Hồ có chiều dài 45 kilômét (28 mi) từ bắc xuống nam, và khoảng cách rộng nhất chiều từ đông sang tây là 6 kilômét (3,7 mi). Diện tích của hồ là 95 km2 (37 dặm vuông Anh) và trữ lượng nước là 1,63 tỷ m³. Phía nam hồ là nơi nông nhất, trong khi phía bắc sâu nhất đạt 62 mét (203 ft).
Hồ Kính Bạc hình thành cách đây 10.000 năm trước khi núi lửa phun trào trong khu vực làm chặn dòng chảy của sông Mẫu Đơn. Phía bắc của dòng sông đổ xuống thác nước Điếu Thủy Lâu, một thác nước cao 40 m (130 ft) hình thành bởi hồ. Hồ Kính Bạc nổi tiếng với những vách đá vôi hiểm trở, tương tự như Quế Lâm và các vùng nước màu ngọc lam của nó là nơi sinh sống của 40 loài cá và san hô nước ngọt.
Trên Titan, là vệ tinh lớn nhất của Sao Thổ, có một bề mặt Hydrocarbon lỏng lớn được gọi là Jingpo Lacus, lấy từ tên hồ Kính Bạc (Jingpo).